# Luděk Brož (1951)
Luděk Brož (* 13. října 1951) je bývalý český hokejista, brankář. Po skončení aktivní kariéry pracoval mj. jako ředitel domova důchodců.

## Hokejová kariéra
V československé lize chytal za Duklu Jihlava, TJ Vítkovice a Spartu Praha. V roce 1972 získal mistrovský titul s Duklou Jihlava a v roce 1981 s TJ Vítkovice.

## Klubové statistiky
| 1971/1972 | Dukla Jihlava | 1. liga | -  | -    | -    |
| 1972/1973 | Dukla Jihlava | 1. liga | 1  | 2,38 | -    |
| 1973/1974 | TJ Vítkovice  | 1. liga | -  | -    | -    |
| 1974/1975 | TJ Vítkovice  | 1. liga | -  | -    | -    |
| 1975/1976 | TJ Vítkovice  | 1. liga | -  | -    | -    |
| 1976/1977 | TJ Vítkovice  | 1. liga | -  | -    | -    |
| 1977/1978 | TJ Vítkovice  | 1. liga | 28 | 2,79 | 91,5 |
| 1978/1979 | TJ Vítkovice  | 1. liga | -  | -    | -    |
| 1979/1980 | TJ Vítkovice  | 1. liga | 13 | 3.70 | -    |
| 1980/1981 | TJ Vítkovice  | 1. liga | 10 | 2,10 | -    |
| 1981/1982 | TJ Vítkovice  | 1. liga | 6  | 3,88 | 92,5 |
| 1982/1983 | TJ Vítkovice  | 1. liga | 11 | 3,90 | -    |
| 1983/1984 | TJ Vítkovice  | 1. liga | 6  | 7,50 | -    |
| 1984/1985 | Sparta Praha  | 1. liga | 7  | 5,38 | -    |